# Glenn D. Lowry

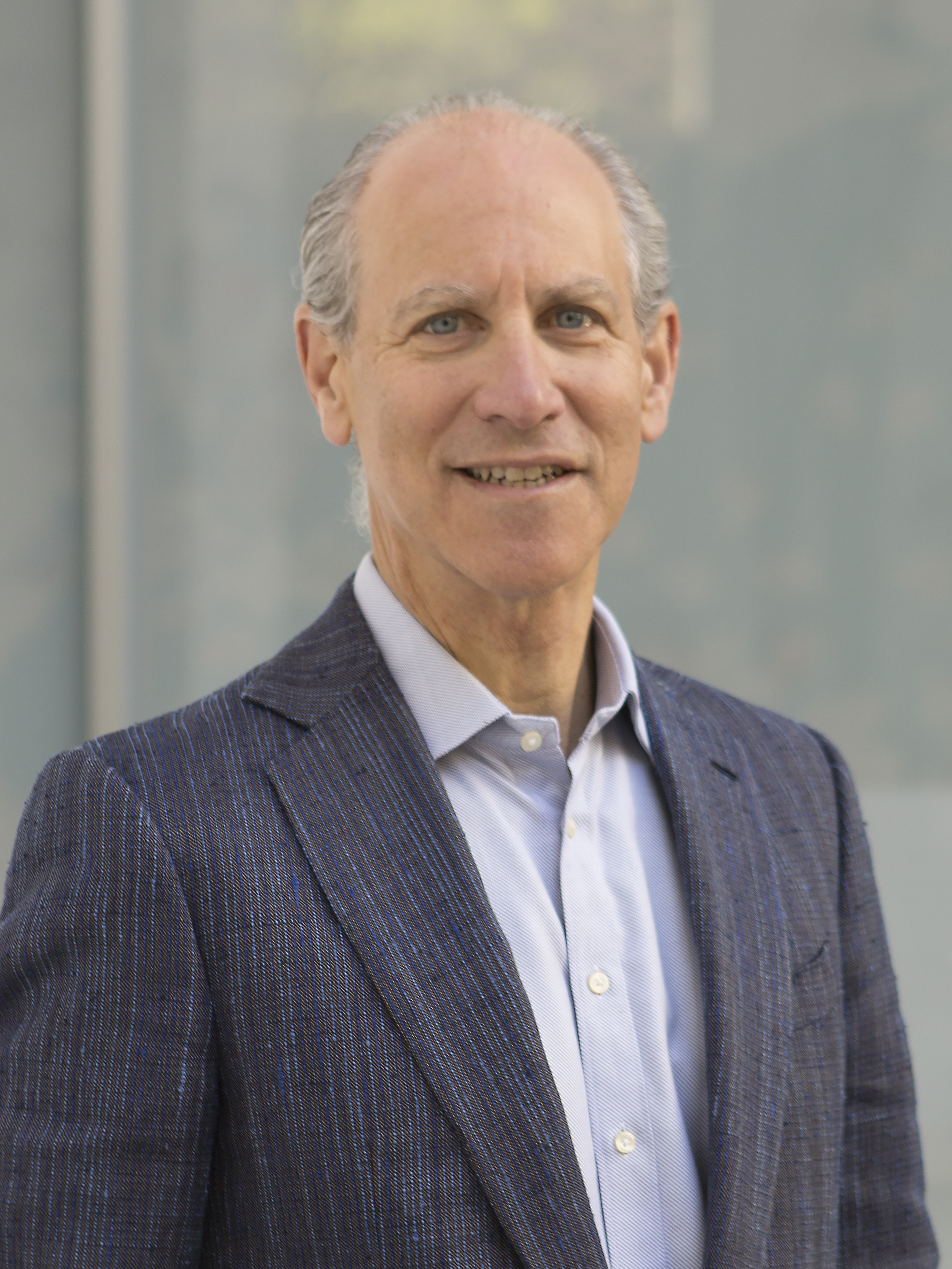
Glenn D. Lowry (2015)

Glenn David Lowry (* 28. September 1954 in New York City) ist ein US-amerikanischer Kunsthistoriker und Museumsleiter. Seit 1995 ist er Direktor des Museum of Modern Art, will die Position aber im September 2025 abgeben.

## Leben und Wirken
Lowry wuchs in Williamstown, Massachusetts, auf und studierte am dortigen Williams College Geschichte (Bachelor 1976). Anschließend wechselte er an die Harvard University, wo er 1978 mit einem Master abschloss und 1982 mit einer Arbeit über Islamische Kunst zum Ph.D. promoviert wurde. Außerdem gilt er als Experte für die Kunst des Mogulreichs.
Lowry wurde 1978 Kurator des Fogg Art Museum und war ab 1980 für ein Jahr wissenschaftlicher Assistent bei einem archäologischen Vermessungsprojekt in Amalfi, Italien. Anschließend wurde er Kurator für Orientalische Kunst am Museum of Art in Providence, Rhode Island. 1983 wurde Lowry erster Direktor des Joseph and Margaret Muscarelle Museum af Art am College of William & Mary, 1984 Kurator für nahöstliche Kunst an der Arthur M. Sackler Gallery und der Freer Gallery of Art (beide zur Smithsonian Institution). Von 1990 bis 1995 war er Direktor der Art Gallery of Ontario.
1995 wurde Lowry Direktor des Museum of Modern Art (MoMA) in New York City. Hier machte er sich rasch um den ambitionierten Ausbau des Museums, die Umstellung auf die Sammlung mit gleich mehreren Kuratoren und die Zusammenlegung mit dem P.S.1 Contemporary Art Center verdient. Ihm gelang es, mehrere hundert Millionen Dollar Spenden für das Museum zu akquirieren. Lowry verfasste den Eintrag zum MoMA in der Online-Ausgabe der Encyclopædia Britannica.
Lowry gehört verschiedenen Gremien an, darunter dem Board of Trustees des Williams College und dem Steering Committee des Aga Khan Award for Architecture.
2017 wurde er in der Monopol-Top-100-Liste der einflussreichsten Persönlichkeiten des Kunstbetriebs aufgeführt.
Glenn David Lowry ist mit Susan Chambers verheiratet, das Paar hat drei Kinder.

## Schriften (Auswahl)
- Mit M. Brand: Storm Across Asia: Genghis Khan and the Mongols (1981)
- Mit F. Shen, A. Yonemura: Akbar's India, Art From the Mughal City of Victory (1985)
- From Concept to Context: Approaches to Asian and Islamic Calligraphy (1986)
- Mit T. Lentz: A Jeweler's Eye: Islamic Arts of the Book from the Vever Collection (1986)
- Timur and the Princely Vision (1989)
- Terrence Riley (Herausgeber): Designing the New Museum of Modern Art (2004)
- ARTnews: Photography, What’s Hot: ‘Gained in Translation’ (2006)
- Oil and Sugar: Contemporary Art and Islamic Culture (2009).
- The Museum of Modern Art in This Century (2009)

## Auszeichnungen (Auswahl)
- 2004 Offizier des Ordre des Arts et des Lettres
- 2005 Mitglied der American Academy of Arts and Sciences[3][6]
- 2009 Stephen M. Keller Lecture der American Academy in Berlin[7]
- 2010 Mitglied der American Philosophical Society[2]
- Ehrendoktorate der Pennsylvania Academy of the Fine Arts, des College of William & Mary (2009)[8] und des Florida Southern College (2017)[9]